# الدوري الإيطالي 1949–50
الدوري الإيطالي الدرجة الأولى 1949–50 (بالإيطالية: Serie A 1949-1950)‏ هو موسم من الدوري الإيطالي الدرجة الأولى. أقيم خلال الفترة 11 سبتمبر 1949 وحتى 28 مايو 1950، وفاز فيه يوفنتوس.